# パキスタンのLGBTの権利
パキスタンにはLGBTの権利はほとんどない。 1860年10月6日以来、同性愛行為に参加することは違法である（同じ性別の人と性的接触をする）。インドの近隣諸国とは異なり、この法律はまだ廃止されていない（または取り除かれていない）。同性愛はまた、パキスタンのタブー副権として考えられています。パキスタンの主要な宗教は同性愛を認めていない。このため、同国の多くの人々は同性愛やその他の性的指向に反対している。
パキスタンは公式にイスラム共和国である。しかし、実際には、パキスタンは主に世俗的（非宗教的）である。主に英国から継承されたアングロサクソン法がある。ますます、自由化の動向（または自由化）の傾向がある。グローバリゼーションと社会的寛容も増加している。このため、国で公の同性愛者党が開催されており、これらの政党は何年も繁栄している。
パキスタンの憲法には、性的指向や性同一性については特に言及していない。憲法には、LGBTのパキスタン国民の権利に影響を与える部分がある。